# Alsódabasi járás
Az Alsódabasi járás Pest-Pilis-Solt-Kiskun vármegyéhez tartozó járás volt Magyarországon, székhelye Alsódabas, majd ennek Felsődabassal való egyesülése után néhány hónapig Dabas volt. Ezen a néven 1898-tól működött az addigi Pesti közép járás helyébe lépve, melynek állandó székhelye már 1886 óta Alsódabas volt, és neve az 1950-es járásrendezés során változott Dabasi járásra.

## Története
Az Alsódabasi járás elődje a 19. század közepén az addigi Pesti járás feldarabolásával létrejött Pesti közép járás volt. Ennek 1886-tól, amikor törvény alapján a vármegyéknek állandó járási székhelyeket kellett kijelölniük, Alsódabas volt a székhelye.
1950-ig egyetlen változás történt a járás községeinek sorában, amikor 1908-ban a Kunszentmiklósi járáshoz csatolták Peszéradacsot. Nagyobb területrészek, puszták átadására azonban a járás határain átnyúlva is többször sor került, így például 1900 után Kakucstól mintegy 57 km² területet csatoltak a Monori járáshoz tartozó Nyáregyházához.
A járás az 1950-es megyerendezés során Pest megyéhez került, de három községét Bács-Kiskun megyéhez, azon belül az új Kecskeméti járáshoz csatolták. Néhány hónappal később, az 1950-es járásrendezés során elnevezését székhelyének új nevéhez igazítva Dabasi járásra változtatták.

## Községei
Az alábbi táblázat felsorolja az Alsódabasi járáshoz tartozott községeket, bemutatva, hogy mikor tartoztak ide, és hogy hova tartoztak megelőzően, illetve később.
| Község           | Mikortól | Honnan                     | Meddig | Hova                                   |
| ---------------- | -------- | -------------------------- | ------ | -------------------------------------- |
| Alsódabas        | 1898     | Pesti közép járásból       | 1950   | Felsődabassal egyesült Dabas néven     |
| Alsónémedi       | 1898     | Pesti közép járásból       | 1950   | Dabasi járáshoz                        |
| Bugyi            | 1898     | Pesti közép járásból       | 1950   | Dabasi járáshoz                        |
| Felsődabas       | 1898     | Pesti közép járásból       | 1950   | Alsódabassal egyesült Dabas néven      |
| Felsőpakony      | 1947     | Gyál határából             | 1950   | Dabasi járáshoz                        |
| Gyál             | 1945     | Alsónémedi határából       | 1950   | Dabasi járáshoz                        |
| Gyón             | 1898     | Pesti közép járásból       | 1950   | Dabasi járáshoz                        |
| Hernád           | 1946     | Újhartyán határából        | 1950   | Dabasi járáshoz                        |
| Inárcs           | 1946     | Kakucs határából           | 1950   | Dabasi járáshoz                        |
| Kakucs           | 1898     | Pesti közép járásból       | 1950   | Dabasi járáshoz                        |
| Kunbaracs        | 1950     | Tatárszentgyörgy határából | 1950   | Bács-Kiskun megye Kecskeméti járásához |
| Ladánybene       | 1907     | Lajosmizse határából       | 1950   | Bács-Kiskun megye Kecskeméti járásához |
| Lajosmizse       | 1898     | Pesti közép járásból       | 1950   | Bács-Kiskun megye Kecskeméti járásához |
| Ócsa             | 1898     | Pesti közép járásból       | 1950   | Dabasi járáshoz                        |
| Örkény           | 1898     | Pesti közép járásból       | 1950   | Dabasi járáshoz                        |
| Peszéradacs      | 1898     | Pesti közép járásból       | 1908   | Kunszentmiklósi járáshoz               |
| Pusztavacs       | 1898     | Pesti közép járásból       | 1950   | Dabasi járáshoz                        |
| Sári             | 1898     | Pesti közép járásból       | 1950   | Dabasi járáshoz                        |
| Táborfalva       | 1949     | Örkény határából           | 1950   | Dabasi járáshoz                        |
| Tatárszentgyörgy | 1898     | Pesti közép járásból       | 1950   | Dabasi járáshoz                        |
| Újhartyán        | 1898     | Pesti közép járásból       | 1950   | Dabasi járáshoz                        |
| Újlengyel        | 1946     | Újhartyán határából        | 1950   | Dabasi járáshoz                        |

## Területe és népessége
Az alábbi táblázat az Alsódabasi járás területének és népességének változását mutatja be. Az egyes sorok a járás területi változásait mutatják be, az első rovatban megjelölve, mely időszakban érvényes terület adatai találhatók az adott sorban.
A következő rovat a járás területnagyságát mutatja az adott időszakban. A további rovatok az adott időszakban érvényes határok között az oszlopfejlécben jelzett népszámlálás adatai szerint talált népességszámot adják meg ezer főre kerekítve.
Az eltérő színezéssel kijelölt adatok mutatják meg az egyes népszámlálásokkor érvényes közigazgatási beosztásnak megfelelő adatokat.
| Területi beosztás | Terület  | 1890-ben | 1900-ban | 1910-ben | 1920-ban | 1930-ban | 1941-ben | 2001-ben |
| ----------------- | -------- | -------- | -------- | -------- | -------- | -------- | -------- | -------- |
| 1898–1908 között  | 1287 km² | 35       | 43       | 50       | 55       | 62       | 69       | 101      |
| 1908-1950 között  | 1056 km² | 34       | 42       | 48       | 54       | 60       | 67       | 99       |
| 1950-ben          | 785 km²  | 26       | 31       | 36       | 40       | 45       | 50       | 85       |

## Lásd még
- Dabasi kistérség
- Gyáli kistérség